# Пепеляшка (героиня на Дисни)
Пепеляшка (на английски: Cinderella) е измислена героиня от 12-ия пълнометражен анимационен филм на Уолт Дисни Пикчърс Пепеляшка (1950) и неговите продължения Пепеляшка II: Мечтите се сбъдват (2002) и Пепеляшка III: Обрат във времето (2007). В оригиналния филм героинята е озвучена от американската актриса и певица Илен Уудс. За продълженията и следващите филмови и телевизионни изяви Уудс е заменен от американските актриси Дженифър Хейл и Тами Тапан, които осигуряват съответно диалога и вокалите на персонажа.
Вследствие на преждевременната смърт на баща си, Пепеляшка е оставена под злощастни грижи на жестоката си мащеха и ревниви доведени сестри, които постоянно я малтретират, принуждавайки Пепеляшка да работи като камериерка в собствения си дом. Когато Чаровният принц организира бал, злата мащеха не ѝ позволява да отиде. Пепеляшка, подпомогната от любезната си Фея кръстница и снабдена с красива сребърна рокля и уникални чифт стъклени пантофки, присъства, но трябва да си тръгне в полунощ, когато магията на Феята ще се развали.
Приемът към Пепеляшка е смесен, като някои филмови критици описват персонажа като твърде пасивен, едноизмерен и по-малко интересен от поддържащите герои във филма. Други критици я намериха мила, очарователна и вечна. Похвалено е и вокалното изпълнение на Уудс. Критикувана или възхвалявана, Пепеляшка се превръща в една от най-известните и разпознаваеми принцеси. Тя става втората Принцеса на Дисни. Със своите емблематични стъклени пантофи, сребърна рокля, прическа и трансформация, едно от първите подобрения на екрана по рода си, персонажът се утвърждава като модна икона, получила отличия и признание от InStyle, Ентъртейнмънт Уийкли, Glamour и Oprah.com, както и от дизайнера на обувки и модна икона Кристиан Лубутен, който през 2012 г. проектира и пуска обувка, базирана на стъклените пантофки на Пепеляшка. Лили Джеймс изиграва героинята в игралната адаптация от 2015 г., базирана на оригиналния филм от 1950 г.

## Разработване
Версията на Дисни се основава на френската версия на приказката на Шарл Перо, Пепеляшка, написана през 1697 г. и публикувана в Истории и приказки от старото време с морални наставления.

### Личност
Сценарият на оригиналния филм преминава през проверки от различни сценаристи, които понякога имат различни интерпретации на героинята. Морис Рапф се опитва да я направи по-малко пасивна от Снежанка и по-непокорна към своето доведено семейство. Рапф обяснява: "Мислех, че не можеш да имаш някой, който да влезе и да промени всичко за теб. Не можеш да получиш всичко на поднос. Трябва да го спечелиш. Така че в моята версия Феята кръстница казва: "Всичко е наред до полунощ, но оттам нататък зависи от теб". Накарах я да се бори и това, което трябва да направи, за да постигне целта си, е да се бунтува срещу мащехата и доведените си сестри, да спре да бъде робиня в собствения си дом. Така че създадох сцена, в която ѝ нареждат и тя хвърля нещата обратно. Тя се разбунтува, затова я затварят на тавана. Не мисля, че някой е приел (моята идея) много сериозно".

### Характеристики
Пепеляшка е млада жена с медно руса коса със средна дължина и сини очи. След като баща ѝ умира, тя е принудена да слугува в собствения си дом и е измъчвана от злата си мащеха, лейди Тримейн, и двете доведени сестри Анастасия и Дризела. Въпреки това тя поддържа пламъка на надеждата чрез мечтите си и остава мила и нежена жена. Тя вярва, че някой ден мечтите ѝ за щастие ще се сбъднат и нейната доброта ще се отплати. Показано е, че Пепеляшка е мечтателка, но не вятърничава. Например в сцената с песента Пей ми славейче тя се разсейва с мехурчетата, позволявайки на Луцифер да изцапа пода, който е почистила. Освен това, след като чува, че Великият херцог пътува по кралството в търсене на липсващата пантофка, тя мечтателно танцува на тавана, тананикайки песента, която е чула на бала. Тя притежава саркастична страна и остър ум.
С помощта на приятелите си животни тя оправя стара рокля на майка си, за да може да присъства на кралски бал. Въпреки това, когато злите ѝ доведени сестри брутално разкъсват роклята, тя е с разбито сърце и се страхува, че мечтите ѝ никога няма да се сбъднат, докато не се появява нейната Фея кръстница, която вдъхва надежда на Пепеляшка, превръщайки разкъсаната ѝ домашна рокля в нейната емблематична искряща, ефирна сребриста рокля, с блестяща кристална подпухнала долна част, леко завързана бяла фуста и подпухнали ръкави. Косата й е вързана във френски кок, придаржан от сребърна лента за глава, с диамантени обеци, сребърно-бели оперни ръкавици, черен чокър и стъклени пантофки.
Визията ѝ вероятно е вдъхновена от френската висша мода от 50-те години, докато разкъсаната ѝ рокля е вдъхновена от роклята на Елса Скиапарели от Салвадор Дали.
Като слугиня тя носи косата си на опашка, придържана с лента, понякога поддържана от бял шал и носи кафява рокля с леки аквамаринови ръкави, бяла престилка и черни галоши.

## Изяви

### Пепеляшка
В началото на филма главната героиня Пепеляшка работи като камериерка в собствения си дом за своята жестока мащеха на име Лейди Тримейн и двете си доведени сестри, Анастасия и Дризела. Единствените ѝ приятели са птиците, мишките, които също живеят в имението, включително Жак и Гюс, нейното домашно куче Бруно и конят на баща ѝ Майор.
Тя приготвя закуска за животните и за своето семейство, преди да започне дневните си задължения. Поканата за бала пристига на вратата и Пепеляшка иска да присъства на събитието. Мащехата ѝ казва, че може да отиде, при условие че трябва да свърши задълженията си и да намери нещо подходящо за носене. Пепеляшка открива старата рокля на починалата си майка и се надява да я поправи, за да я направи по-модерна, но е твърде заета, за да го направи. Междувременно, когато мишките виждат сенките на доведените сестри на Пепеляшка, които хвърлят старите си огърлица и колан, Жак и Гюс са принудени да ги вземат тихо. Мишките използват тези предмети, за да поправят роклята. По-късно Пепеляшка се страхува, че няма да свърши работа навреме и няма да може да присъства на бала, но приятелите ѝ показват променената рокля. Пепеляшка е доволна и благодари на приятелите си. Спуска се по стълбите точно навреме, но нейните доведени сестри разпознават изхвърлените предмети и я обвиняват, че им ги е откраднала. Те късат роклята на парчета, оставяйки Пепеляшка сама, която тича в градината разплакана.
Нейната Фея кръстница се появява, за да сбъдне мечтите ѝ и превръща разкъсаната ѝ рокля в красива блестяща сребърна рокля. Преди да тръгне Пепеляшка, кръстницата ѝ я предупреждава, че заклинанието ще бъде нарушено в полунощ. На бала Пепеляшка танцува с очарователния принц и те веднага се влюбват един в друг. С наближаването на дванадесет часа тя бърза да си тръгне, надявайки се да предотврати прекъсването на заклинанието. В бързината тя губи един от стъклените си пантофи на стълбището, но не успява да го вземе навреме. Пепеляшка бърза с лакея си, докато се готви да тръгне. Заклинанието се нарушава и Пепеляшка отново е в парцали, преди да си припомни танца си с принца и да благодари на кръстницата си за всичко, което е направила за нея. На следващия ден принцът обявява, че ще се ожени за момата, чийто крак се впише в стъклената пантофка. Лейди Тримейн чува Пепеляшка да си тананика същата песен, която е звучала на бала, и разбира, че тя е момичето, в което се е влюбил Чаровният принц. Пепеляшка е заключена на тавана от мащехата си, която отказва да ѝ позволи да изпробва пантофката, но приятелите ѝ животни ѝ помагат да избяга. Тя бърза надолу, за да пробва стъклената обувка. Знаейки, че чехълът ще ѝ пасне, лейди Тримейн умишлено кара лакея да се спъне и да счупи пантофката. Пепеляшка разкрива, че е запазила другата обувка. Тя я обува и ѝ пасва идеално. Пепеляшка и принцът се женят скоро след това.

### Пепеляшка II: Мечтите се сбъдват
Жак и Гюс, с помощта на другите мишки, и Феята кръстница, започват да пишат нова книга, за да разкажат какво се случва след края на предишната история, като нанизват три истории. В първата история Пепеляшка и принцът се завръщат у дома и малко след това започва парти. Във втората история Пепеляшка работи върху подготовката на фестивал. Мишката на име Жак в предишния филм се превръща в човек на име Сър Хю. И в третата история Пепеляшка помага на по-малката си доведена сестра Анастасия да се сдобри с пекаря, въпреки че мащехата ѝ лейди Тримейн ѝ е забранила. В края на филма Пепеляшка чете книгата, която мишките са ѝ направили.

### Пепеляшка III: Обрат във времето
Трудолюбието, оптимизмът и отдадеността на Пепеляшка са подложени на изпитание, когато от нея е магически отстранен изразът "щастлива до края на живота си" от отмъстителната и овластена с магия Тримейн. Пепеляшка и е принудена да предприеме физически действия, за да си възстанови щастливия живот и връзка с принца. По време на тези събития Пепеляшка е показана като хитра, тактична, упорита и яростна съперничка на онези, които я потискат. Без магия, принудена да разчита единствено на интелигентността и безстрашието си, Пепеляшка е в състояние да победи мащехата си, да поправи връзката си с Анастасия, която е станала по-добра, и да запази щастливия си живот, доказвайки както своята независимост, така и силна воля.

### София Първа
Пепеляшка се появява в пилотния епизод София Първа: Имало една принцеса, където помага на София да се сприятели с Амбър, нейната доведена сестра.

### Пепеляшка(филм, 2015)
Лили Джеймс изпълнява героинята на име Ела в игралната версия от 2015 г. Подобно на оригиналния филм, баща ѝ се жени повторно след смъртта на майка ѝ, но след като и той умира, тя се привръща в ужасно малтретираната слугиня на своята мащеха, лейди Тримейн, и двете си доведени сестри. Анастасия и Дризела. Дават ѝ прякора "Пепеляшка", когато една сутрин тя се събужда със сажди по лицето, след като през нощта е заспала край камината. За разлика от оригиналния филм обаче, тя среща принца (на име Кит) преди бала, докато е в гората. Показва се също, че е по-напориста, когато в действителност се изправя срещу мащехата си в последния акт на филма; Лейди Тримейн се опитва да изнудва Ела, като се съгласява само да ѝ позволи да опита стъклената пантофка, ако Ела я направи глава на кралското домакинство и осигури подходящи съпрузи за нейните дъщери, но Ела отхвърля тази идея, отказвайки да даде власт на лейди Тримейн над Кит след начина, по който тя съсипа живота ѝ.